# Pascual Rabal Petriz
Pascual Rabal Pétriz (Jaca, 9 de junio de 1930-Ibidem, 26 de julio de 2019) fue un político español. Alcalde de Jaca, senador y diputado provincial.

## Biografía
Comenzó su actividad profesional en la banca, llegando a dirigir las oficinas de Caja Rural de Aragón en Jaca. 
En 1982, inició su carrera política como diputado provincial por Huesca, por Unión de Centro Democrático.
Posteriormente fue concejal por el Partido Popular en el Ayuntamiento de Jaca. Tiempo después, en las elecciones municipales de 1995, el Partido Popular rozó la mayoría absoluta con el 43 % de los votos, por lo que Rabal accedió a la alcaldía de la capital de la comarca de La Jacetania. Uno de los momentos más duros al frente del consistorio jacetano fue la Riada del camping de Biescas, donde fallecieron 87 personas y 187 resultaron heridas.
Durante su mandato municipal, fue también senador y diputado provincial. Concretamente, tras presentarse por la coalición del Partido Popular-Partido Aragonés (PP-PAR), consiguió acceder a la Cámara Alta, como senador por Huesca (1996-2000).
En 2010 formó parte del consorcio creado para impulsar la candidatura de Jaca a los Juegos Olímpicos de Invierno del 2022.
Fue presidente del Casino Unión Jaquesa (1979-1993).
Casado con Juana Sanromán Bodega. El matrimonio tuvo tres hijos: Pilar, Ignacio y Teresa; y un nieto, Guillermo.
Tras su fallecimiento, el Ayuntamiento de Jaca declaró dos días de luto, y dejó un libro de condolencias en el hall de la casa consistorial.